# Daisy vuole solo giocare
Daisy vuole solo giocare (The Daisy Chain) è un film horror indipendente del 2008 diretto da Aisling Walsh.

## Trama
Martha, una madre emotivamente fragile e in crisi, trasloca in un remoto villaggio irlandese con il marito Tomas dopo la tragica morte della loro bambina appena nata. Poco dopo il loro arrivo Martha convince il marito ad accogliere in casa la piccola Daisy, una bambina con problemi di autismo, figlia dei vicini di casa, morti misteriosamente in un rogo. Martha tenta di aiutare Daisy dandole l'affetto che non ha mai ricevuto, ma una serie di strani incidenti alimenta fra la gente del posto la diceria che la ragazzina sia in realtà una fata maligna.

## Distribuzione
Il film uscì negli Stati Uniti il 9 ottobre 2008, mentre in italia è stato distribuito direttamente in home-video, su distribuzione Officine UBU nel 2010.